# 中田正一
中田 正一（なかた しょういち、1906年（明治39年）10月28日 - 1991年（平成3年）10月27日）はNGOである「風の学校」の創設者。農学博士。東京医科歯科大学名誉教授の中田修は実弟。

## 年譜
- 1906年 - 兵庫県津名郡野島村（現：淡路市野島）に生まれる。
- 1933年 - 九州大学農学部卒業。
- 1948年 - 農林省に入省。1965年まで農業改良普及事業に携わる。
- 1962年 - 九州大学 農学博士。論文は「わが国の農村におけるインフォーマル、グループの研究」[1]。
- 1963年 - ユネスコの委託により、アフガニスタンにて農業技術カリキュラムを小・中学校に普及させ、1964年まで滞在し、その他の農業技術指導を行う。
- 1967年 - 農業を中心とした国際協力の人材育成を行うための私設団体として、茨城県内原に「国際協力会」を設立。
- 1975年 - バングラデシュの要請を受けた日本政府より、農業改良普及事業の一環としてバングラデシュに農業協力プロジェクトチームのチームリーダーとして、1982年まで滞在。
- 1984年 - 「国際協力会」を改め「風の学校」を発足させ、主宰者となる。
- 1991年 - 吉川英治文化賞受賞。脳腫瘍のため、同年10月に死去。享年85。

## 風の学校
千葉県などで、伝承される古式の井戸掘り技術である「上総掘り」を中心に、風車や揚水技術などの生活基盤の整備技術と農業技術を学ぶための学校である。適正技術といって発展途上国の物資のない状況でもすぐに活用できる技術に重きを置いた。卒業生は100名を超え、その卒業生は、培った技術を発展途上国の現地の人々だけでなく、日本の国際協力を志す後輩にも伝え、その育成にも努めている。